# 王思聪 (元朝)
王思聪，元朝延安路安塞县（今陕西省延安市安塞区）人。
他平时种田，农闲就教授学生，得学费以养至亲。母亲去世，他非常哀痛。父亲再娶杨氏，事奉如同生母。以家中小孩多，分夺父亲的饭食，别建一房养老堂奉养父亲，早晚问安，坚持不懈。其父病重，王思聪很担心，拜祈于上天，额头膝盖都磕破了。据说找到神泉给他喝，病好了；又失明，王思聪给他舔好了。县里上报，朝廷命表异他的事迹。